# جوئل باربوسا
جوئل باربوسا (انگلیسی: Joel Barbosa؛ زادهٔ ۱۵ ژانویهٔ ۱۹۸۳) بازیکن فوتبال اهل آرژانتین است.
از باشگاه‌هایی که در آن بازی کرده‌است می‌توان به باشگاه فوتبال بوکا جونیورز اشاره کرد.
وی همچنین در تیم‌های ملی فوتبال زیر ۲۰ سال آرژانتین و زیر ۲۳ سال آرژانتین بازی کرده‌است.